# مهدی الفتی
مهدی الفتی (زاده ۱۶ اسفند ۱۳۷۹ در گرگان) ژیمناست اهل ایران است. وی در بازی‌های آسیایی ۲۰۲۲ موفق به کسب مدال نقره پرش از خرک مردان شده‌است.
همچنین  الفتی اولین مدال تاریخ ژیمناستیک ایران در بازی‌های آسیایی را کسب کرده‌است.

## افتخارات

### بازی‌های آسیایی
- ۲۰۲۲ هانگژو - پرش از خرک[۴]

### سایر
- کسب یک مدال طلا و دو برنز در مسابقات جهانی هنگ‌کنگ.[۵]

## المپیک ۲۰۲۴ پاریس
الفتی، برای اولین بار، ایران را صاحب سهمیه در ماده پرش خرک بازی‌های المپیک تابستانی ۲۰۲۴ پاریس گردانید.
امتیازات ۴ مسابقه جام جهانی، جهت کسب دو سهمیه آخر المپیک پاریس که در کشورهای مصر، آلمان، آذربایجان و قطر برگزار گردید، در جدول زیر آمده است.
| Rank | Athlete         | Cairo | Cottbus | Baku | Doha | Total |
| ---- | --------------- | ----- | ------- | ---- | ---- | ----- |
| 1    | Shek Wai-hung   | 30    | 0       | 30   | 12   | 72    |
| 2    | مهدی الفتی      | 20    | 30      | 12   | 0    | 62    |
| 3    | James Bacueti   | 16    | 25      | 5    | 20   | 61    |
| 4    | Yahor Sharamkou | 0     | 20      | 0    | 30   | 50    |
| 5    | Trịnh Hải Khang | 18    | 16      | 0    | 14   | 48    |

مهدی الفتی با کسب امتیاز لازم در این مسابقات، به عنوان نفر دوم، موفق به کسب سهمیه المپیک در ماده پرش خرک گردید. پس از موفقیت الفتی، ورزشکار استرالیایی شکایتی تنظیم و مدعی بود که او باید به جای الفتی در المپیک شرکت نماید. با دفاعیات ایران، که طبق قانون کسب سهمیه، مجموع امتیازات ۳ مسابقه از ۴ مسابقه ملاک است، سهمیه مهدی الفتی برای المپیک تأیید گردید‌.
الفتی در مسابقات المپیک ۲۰۲۴ پاریس با کسب رتبه ۸ در مرحله مقدماتی بین ۱۸ شرکت کننده، به فینال رشته پرش خرک صعود کرد. او در فینال پرش خرک، هفتم شد.

### نتایج فینال پرش خرک المپیک ۲۰۲۴[۱۰]
| Rank | Gymnast               | Vault 1 | Vault 1 | Vault 1 | Vault 1 | Vault 2 | Vault 2 | Vault 2 | Vault 2 | Total  |
| Rank | Gymnast               | D Score | E Score | Penalty | Score 1 | D Score | E Score | Penalty | Score 2 | Total  |
| ---- | --------------------- | ------- | ------- | ------- | ------- | ------- | ------- | ------- | ------- | ------ |
| 1    | Carlos Yulo (PHI)     | ۶٫۰     | ۹٫۴۳۳   |         | ۱۵٫۴۳۳  | ۵٫۶     | ۹٫۲۰۰   |         | ۱۴٫۸۰۰  | ۱۵٫۱۱۶ |
| 2    | آرتور داوتیان (ARM)   | ۵٫۶     | ۹٫۳۶۶   |         | ۱۴٫۹۶۶  | ۵٫۶     | ۹٫۳۶۶   |         | ۱۴٫۹۶۶  | ۱۴٫۹۶۶ |
| 3    | Harry Hepworth (GBR)  | ۵٫۶     | ۹٫۲۳۳   |         | ۱۴٫۸۳۳  | ۵٫۶     | ۹٫۴۶۶   |         | ۱۵٫۰۶۶  | ۱۴٫۹۴۹ |
| ۴    | Jake Jarman (GBR)     | ۶٫۰     | ۹٫۲۰۰   | ۰٫۱۰۰   | ۱۵٫۱۰۰  | ۵٫۶     | ۹٫۱۶۶   |         | ۱۴٫۷۶۶  | ۱۴٫۹۳۳ |
| ۵    | Aurel Benović (CRO)   | ۵٫۶     | ۹٫۴۰۰   |         | ۱۵٫۰۰۰  | ۵٫۶     | ۹٫۲۰۰   |         | ۱۴٫۸۰۰  | ۱۴٫۹۰۰ |
| ۶    | Nazar Chepurnyi (UKR) | ۵٫۶     | ۹٫۲۳۳   |         | ۱۴٫۸۳۳  | ۵٫۶     | ۹٫۳۶۶   |         | ۱۴٫۹۶۶  | ۱۴٫۸۹۹ |
| ۷    | مهدی الفتی (IRI)      | ۵٫۶     | ۸٫۸۶۶   | ۰٫۳۰۰   | ۱۴٫۱۶۶  | ۵٫۶     | ۸٫۸۶۶   | ۰٫۱۰۰   | ۱۴٫۳۶۶  | ۱۴٫۲۶۶ |
| ۸    | ایهور رادیفیلوف (UKR) | ۵٫۶     | ۹٫۳۰۰   |         | ۱۴٫۹۰۰  | ۵٫۶     | ۷٫۹۳۳   | ۰٫۱۰۰   | ۱۳٫۴۳۳  | ۱۴٫۱۶۶ |

### پرچمداری ایران در المپیک
مقاله اصلی:فهرست پرچم‌داران کاروان ایران در بازی‌های المپیک
مهدی الفتی با تأیید کمیته ملی المپیک، به همراه ندا شهسواری به عنوان پرچمداران کاروان ایران در بازی‌های المپیک تابستانی ۲۰۲۴ پاریس معرفی شدند. 